# Elecciones generales de las Islas Malvinas de 2017
Las elecciones general de las Islas Malvinas de 2017 se celebraron el jueves 9 de noviembre de 2017 para elegir a los ocho miembros de la Asamblea Legislativa (cinco del distrito electoral de Stanley y tres del distrito electoral Camp) mediante sufragio universal. La participación electoral fue del 80% en Puerto Argentino/Stanley y del 86% en Camp. Sólo los candidatos independientes participaron en la elección ya que no existen los partidos políticos en las islas.
Fue la tercera elección desde la entrada en vigor de la nueva Constitución que reemplazó al Consejo Legislativo (que existía desde 1845) con la Asamblea Legislativa. Los representantes Jan Cheek, Michael Poole, Phyllis Rendell y Mike Summers no se presentaron para la reelección. Solo tres miembros de la Asamblea anterior ganaron la reelección, siendo Ian Hansen el único miembro que aumentó su porcentaje de los votos.

## Reacciones
La elección fue criticada por la gobernadora de la provincia de Tierra del Fuego, Antártida e Islas del Atlántico Sur, Rosana Bertone, quien describió las elecciones como un «acto electoral legislativo ilegítimo» y declaró que los únicos legisladores «legítimos» de las islas eran los elegidos el 21 de junio de 2015 para la Legislatura de la provincia de Tierra del Fuego, bajo cuya jurisdicción forman parte las islas, según el reclamo de soberanía argentino. Su reclamo fue acompañado de una fotografía con los 15 legisladores fueguinos.

## Resultados
Miembros titulares están en cursiva.
| Elecciones generales de las Islas Malvinas de 2017 |                                        |       |       |
| Escrutinio definitivo: Stanley                     |                                        |       |       |
| Candidato                                          | Partido                                | Votos | %     |
| Roger Kenneth Spink                                | Independiente                          | 651   | 14,98 |
| Leona Lucila Vidal Roberts                         | Independiente                          | 559   | 12,86 |
| Mark John Pollard                                  | Independiente                          | 534   | 12,29 |
| Stacy John Bragger                                 | Independiente                          | 476   | 10,95 |
| Barry Elsby                                        | Independiente                          | 404   | 9,30  |
| Gavin Short                                        | Independiente                          | 382   | 8,79  |
| David Patrick Peck                                 | Independiente                          | 376   | 8,65  |
| Corina Rose Ashbridge                              | Independiente                          | 259   | 5,96  |
| Louise Ellis                                       | Independiente                          | 232   | 5,34  |
| John Birmingham                                    | Independiente                          | 221   | 5,09  |
| Jason Lewis                                        | Independiente                          | 97    | 2,23  |
| Marvin Thomas Clarke                               | Independiente                          | 90    | 2,07  |
| Carole Lynda Jane Buckland                         | Independiente                          | 65    | 1,50  |
| Total de votos/Participación electoral             | Total de votos/Participación electoral | 4.346 | 80    |
| Fuente: MercoPress                                 |                                        |       |       |
| Escrutinio definitivo: Camp                        |                                        |       |       |
| Ian Hansen                                         | Independiente                          | 149   | 27,29 |
| Teslyn Siobhan Barkman                             | Independiente                          | 139   | 25,46 |
| Roger Edwards                                      | Independiente                          | 130   | 19,11 |
| Benjamin William Cockwell                          | Independiente                          | 128   | 23,44 |
| Total de votos/Participación electoral             | Total de votos/Participación electoral | 546   | 86    |
| Fuente: MercoPress                                 |                                        |       |       |